# Gerhard Kohse
Gerhard Kohse (* 11. April 1933 in Insterburg; † 9. November 2022 in Kuddewörde) war ein deutscher Sportjournalist, der zu den bekanntesten Sportreportern der DDR zählte.

## Leben und Werk
Gerhard Kohse kam 1933 im ostpreußischen Insterburg zur Welt. 1945 flüchtete die Familie und kam nach Schwerin. An der dortigen Goethe-Oberschule legte Kohse sein Abitur ab und nahm anschließend ein Sportstudium auf, um als Sportlehrer zu arbeiten. Über einen Talentwettbewerb wurde er Mitte der 1950er-Jahre als Sportreporter entdeckt und arbeitete im Schweriner Funkhaus. Ab 1968 war Kohse für das Fernsehen der DDR tätig, behielt seinen Lebensmittelpunkt aber in Schwerin. Gelegentlich schrieb er Sportkolumnen für die Schweriner Volkszeitung. Mehrfach war Kohse Gast in der DDR-Fernsehshow Nacht der Prominenten. 1991 moderierte er die letzte Sportsendung des DDR-Fernsehens.
Kohse war Experte für die Sportarten Schwimmen, Handball, Volleyball und Segeln und berichtete von fünf Olympischen Sommerspielen.
Bis zum Tod seiner Ehefrau im Jahr 2012 lebte Kohse in Schwerin. Seine letzten Lebensjahre verbrachte er bei seiner Tochter in Schleswig-Holstein.